# Вёшенка небродийская
Вёшенка небродийская, чаудинский белый гриб, Pleurótus nebrodénsis — вид грибов, входящий в род Вёшенка (Pleurotus) семейства Вёшенковые (Pleurotaceae). Имеет ограниченный ареал на севере острова Сицилия.

## Таксономия и название
Впервые гриб Pleurotus nebrodensis был описан в 1863 году итальянским микологом Джузеппе Инценгой под названием Agaricus nebrodensis. Инценга назвал этот вид «самым вкусным грибом микологической флоры Сицилии».
Видовой эпитет nebrodensis происходит от названия горного хребта Неброди, располагающегося на севере Сицилии.

## Описание
- Шляпка до 14,5 см в диаметре, выпуклая, уплощённая, затем вдавленная и воронковидная, обычно равномерно окрашенная, кремовая. Край шляпки подвёрнутый или приподнятый.
- Мякоть кремового цвета, плотная или жёсткая, со слабым мучнистым вкусом, при сушке становится серно-жёлтой.
- Гименофор пластинчатый, пластинки частые, почти свободные от ножки, сначала белого или желтоватого цвета, с возрастом розовеющие.
- Ножка 2,1—7,5 см длиной и 1,4—3 см толщиной, обычно эксцентрическая, булавовидной формы, гладкая, светло-кремового цвета, волнистая. Кольцо отсутствует.
- Споровый порошок кремового или светло-кремового цвета. Споры 12,5—18×5,2—6,1 мкм, фасолевидной формы, гладкие, неокрашенные. Базидии четырёхспоровые, 40—50×10—14 мкм. Хейлоцистиды булавовидной формы, 50—60×6,2—9 мкм. Гифальная система мономитическая, гифы с пряжками.

## Ареал и экология
Ареал этого вида ограничен горами Мадоние в северной части Сицилии. Встречается на богатых известью почвах, где произрастает растение Прангос феруловидный (Prangos ferulacea (L.) Lindl.) из семейства Зонтичные.
Гриб съедобен. 
Занесён в Красную книгу России.
Гриб назван «чаудинским» из-за того, что произрастает на мысе «Чауда» в Крыму, в России.

## Сходные виды
Самый близкий к Pleurotus nebrodensis вид — Pleurotus eryngii, произрастающий на других растениях из семейства зонтичных.